# Abrechnungsspitze
Mit Abrechnungsspitze bezeichnet man im deutschen Wohnungseigentumsrecht den Betrag, der für eine bestimmte Eigentumswohnung oder für Teileigentum auf Grund der Jahresabrechnung nachzuzahlen ist.

## Rechtliche Grundlagen
Grundlage ist das Wohnungseigentumsgesetz (Deutschland) (WEG), das in seinem § 28 WEG die Regeln des Rechnungswesens der Wohnungseigentümergemeinschaft enthält. Die Vorschriften des § 28 WEG sind wenig detailliert, was einerseits den Wohnungseigentümern relativ viel Spielraum lässt, um das Rechnungswesen den Eigenarten der Gemeinschaft anzupassen, was andererseits aber auch dazu führt, dass es recht verschiedene Ansichten speziell über die Art und Weise der Jahresabrechnung gibt, die einander teils heftig widersprechen. Die Rechtsprechung hat hier (vor allem durch die Entscheidungen des Bundesgerichtshofs) nach und nach in einer ganzen Zahl von Streitpunkten Klarheit geschaffen.
§ 28 WEG kann gemäß § 10 Abs. 2 Satz 2 WEG durch Vereinbarung der Wohnungseigentümer (jedoch nicht durch einen Beschluss) geändert werden. Es können also andere als die gesetzlichen Regeln, die hier dargestellt sind, gelten, wenn die Eigentümer in Bezug auf Wirtschaftsplan oder Jahresabrechnung eine solche Vereinbarung getroffen haben.

## Berechnungsweise
Bestandteil der Jahresabrechnung (§ 28 Abs. 3 WEG) ist eine Einzelabrechnung für jede Wohnung. In der Einzelabrechnung werden einander gegenübergestellt: auf der einen Seite die nach den Verteilungsschlüsseln auf die jeweilige Wohnung entfallenden Anteile von Kosten und Lasten, auf der anderen Seite die anteiligen Einnahmen der Gemeinschaft, hier vor allem die Vorauszahlungen (Hausgeld), die nach dem Einzelwirtschaftsplan zu zahlen waren. Derjenige Anteil der abgerechneten Kosten, der nicht durch die Einnahmen abgedeckt ist, bildet die Abrechnungsspitze.
(In Fällen, in denen das Hausgeld die Kosten übersteigt, entsteht ein Abrechnungsguthaben.)
Zur Ermittlung der Abrechnungsspitze ist der Betrag des  Hausgeldes gemäß Wirtschaftsplan (Soll-Betrag) anzusetzen, auch dann, wenn das beschlossene Hausgeld gar nicht oder nur zum Teil gezahlt wurde.

## Beschluss
Der Beschluss über die Jahresabrechnung lässt die Abrechnungsspitze rechtlich entstehen und erzeugt die Verpflichtung des jeweiligen Wohnungseigentümers, die Abrechnungsspitze an die Wohnungseigentümergemeinschaft zu zahlen. Ein eventuell in der Jahresabrechnung ebenfalls enthaltener, „mitbeschlossener“ Forderungssaldo, der z. B. auch rückständige Hausgelder umfasst, ergibt trotz bestandskräftigen Beschlusses keine neue Grundlage für eine Forderung gegen den Eigentümer. Allerdings bleibt der frühere Beschluss über den Wirtschaftsplan weiterhin die Rechtsgrundlage für die Pflicht des Eigentümers, Hausgeldrückstände auszugleichen.